# Hermann Liese
Hermann Liese (* 22. März 1907 in Spandau; † 10. August 1972 in Hannover) war Hauptschriftleiter des Hauptkulturamts der Reichspropagandaleitung.
Der Bankkaufmann Liese trat zum 1. Dezember 1928 der NSDAP bei (Mitgliedsnummer 106.544). Er heiratete 1933 Edith Rosenkranz (1909–1973) aus Hilchenbach, die Tochter von Karl Julius Rosenkranz und Lydia Martha von Scheven. Das Paar hatte zwei Töchter.
Er wurde Mitarbeiter im Hauptkulturamt der Reichspropagandaleitung und Ende 1936 Leiter der Feier- und Freizeitgestaltung auf der NS-Ordensburg Vogelsang in der Eifel, wobei er ein Gästebuch führte. 1941 holte Joseph Goebbels ihn als Leiter des Amtes Fest-, Freizeit- und Feiergestaltung ins Kulturamt der Reichspropagandaleitung in Berlin.
Ab Oktober 1944, unmittelbar nach dem Fall Putten, war er als Reichsamtsleiter in den Niederlanden verantwortlich für Zwangsrekrutierung niederländischer Arbeitskräfte. Die Liese-Aktion wurde ein Misserfolg: Als er bei Anwerbungen am Heiligabend Vergünstigungen für den Arbeitseinsatz versprach, löste das Zwietracht aus und die Exilregierung rief zum Widerstand auf.
Nach dem Krieg arbeitete er als Textilkaufmann unter seinem anderen Vornamen „Willi H.“ statt seines ersten Vornamens „Hermann“.